# Parque Estadual Turístico do Alto Ribeira
O Parque Estadual Turístico do Alto Ribeira, mais conhecido pela sigla PETAR, é um parque brasileiro localizado no sul do estado de São Paulo, entre os municípios de Apiaí e Iporanga. Foi criado com o objetivo de melhorar o conceito de meio-ambiente do público, com inciativa dos estudos ecológicos da Universidade de São Paulo (USP), que fizeram com que o governo decretasse a lei n° 32 283, que permitiria fechar aquela área para turismo nas cavernas, cachoeiras e florestas e para estudos de universidades e laboratórios de pesquisa ecológicos sobre a Mata Atlântica.
Rico em diversidade e belezas naturais, possui um dos maiores números de cavernas do mundo e é considerado um Patrimônio Mundial pela Unesco.

## Histórico
O PETAR possui uma área de 35 772,5 hectares ao todo e aproximadamente 36 000 hectares de um dos últimos remanescentes da Mata Atlântica no estado de São Paulo. Suas montanhas, vales, cachoeiras, rios de águas cristalinas, cavernas, fauna e flora exuberantes tornaram o PETAR um ponto muito importante para o estudo da Mata Atlântica e para o ecoturismo brasileiro. A presença das cavernas em conjunto com a Mata Atlântica preservada propicia ao visitante conhecer diversos ambientes, passar por alguns obstáculos, tomar banho de cachoeiras fora e dentro de cavernas. Sua grande diversidade de roteiros permite agradar desde aos iniciantes até aos veteranos.
O PETAR recebe cerca de 2 600 turistas no verão, e aproximadamente 1 500 no período do inverno. Este turismo é praticado na maioria das vezes por escolas e faculdades, que buscam aumentar o conhecimento de seus alunos. 
No PETAR é possível praticar desde ecoturismo, esportes de aventura como rapel, escalada, ciclismo, e boia cross, observação de fauna e flora e pesquisa, exploração de cavernas (Espeleo), Cascading (rapel em cachoeiras), Rapel em Abismos à Boia Cross nas águas cristalinas do Rio Betari.
O PETAR possui quatro “Núcleos” para a visitação turística: Núcleo Santana, Núcleo Ouro Grosso, Núcleo Casa de Pedra, Núcleo Caboclos. Os mais frequentados são o Núcleo Santana e o Núcleo Ouro Grosso.

## Núcleos

### Núcleo Santana
É o principal núcleo de visitação do PETAR. Localiza-se no vale do rio Betari, uma das paisagens mais notáveis da região. Oferece diferentes roteiros de visitação tais como a caverna de Santana, a trilha do Betari (Caverna Água Suja, Caverna Cafezal e cachoeiras das Andorinhas e do Beija-flor) e a trilha do Morro-Preto Couto (Caverna Morro Preto, cachoeira do Couto e Caverna do Couto). Suas trilhas são de fácil acesso e estão localizadas ao lado do Bairro da Serra - Iporanga, onde encontram-se a maioria das pousadas. A área de camping no núcleo de Santana não existe mais. O local também é muito visitado por escolas em atividades de Estudo do Meio.

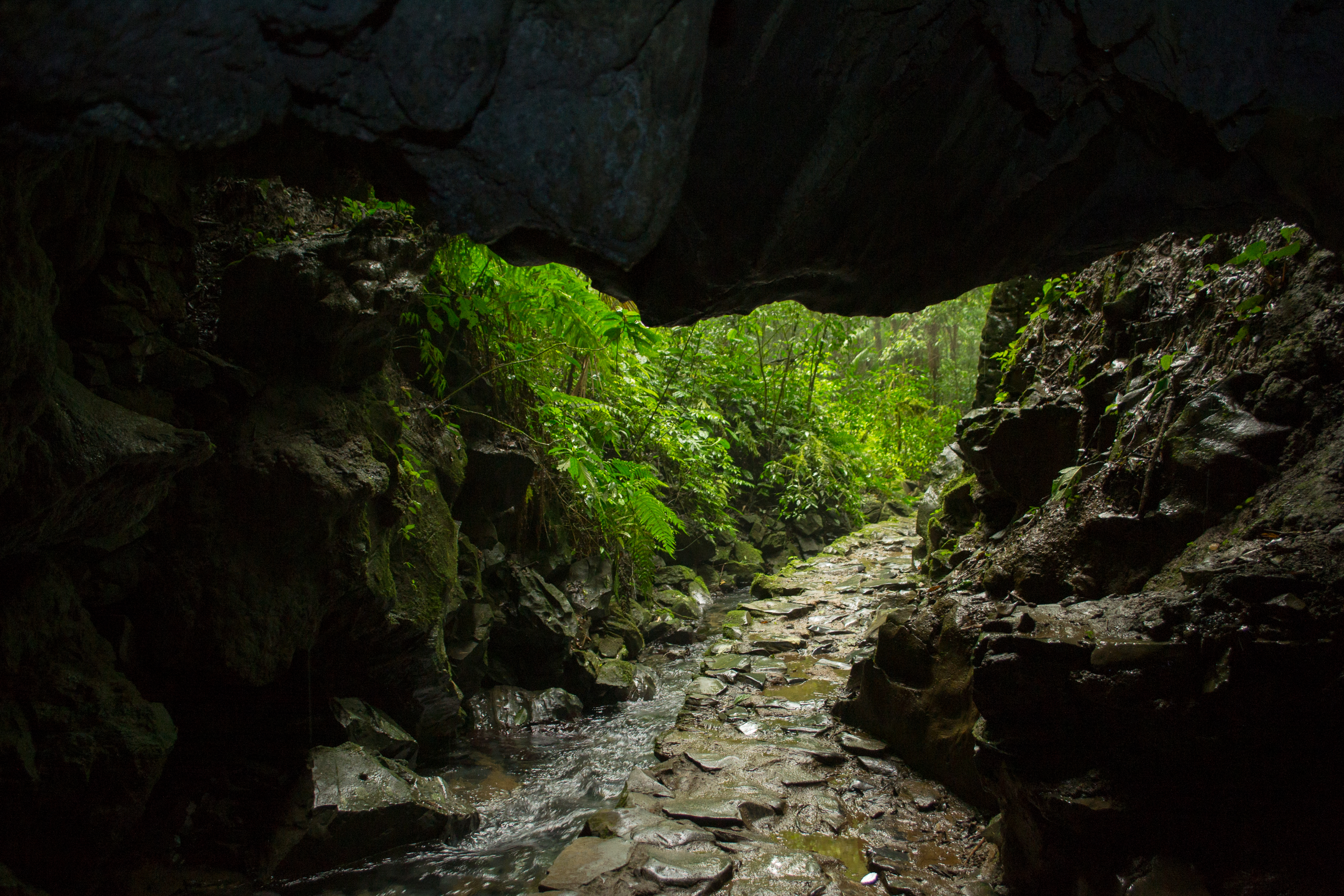
Caverna Santana
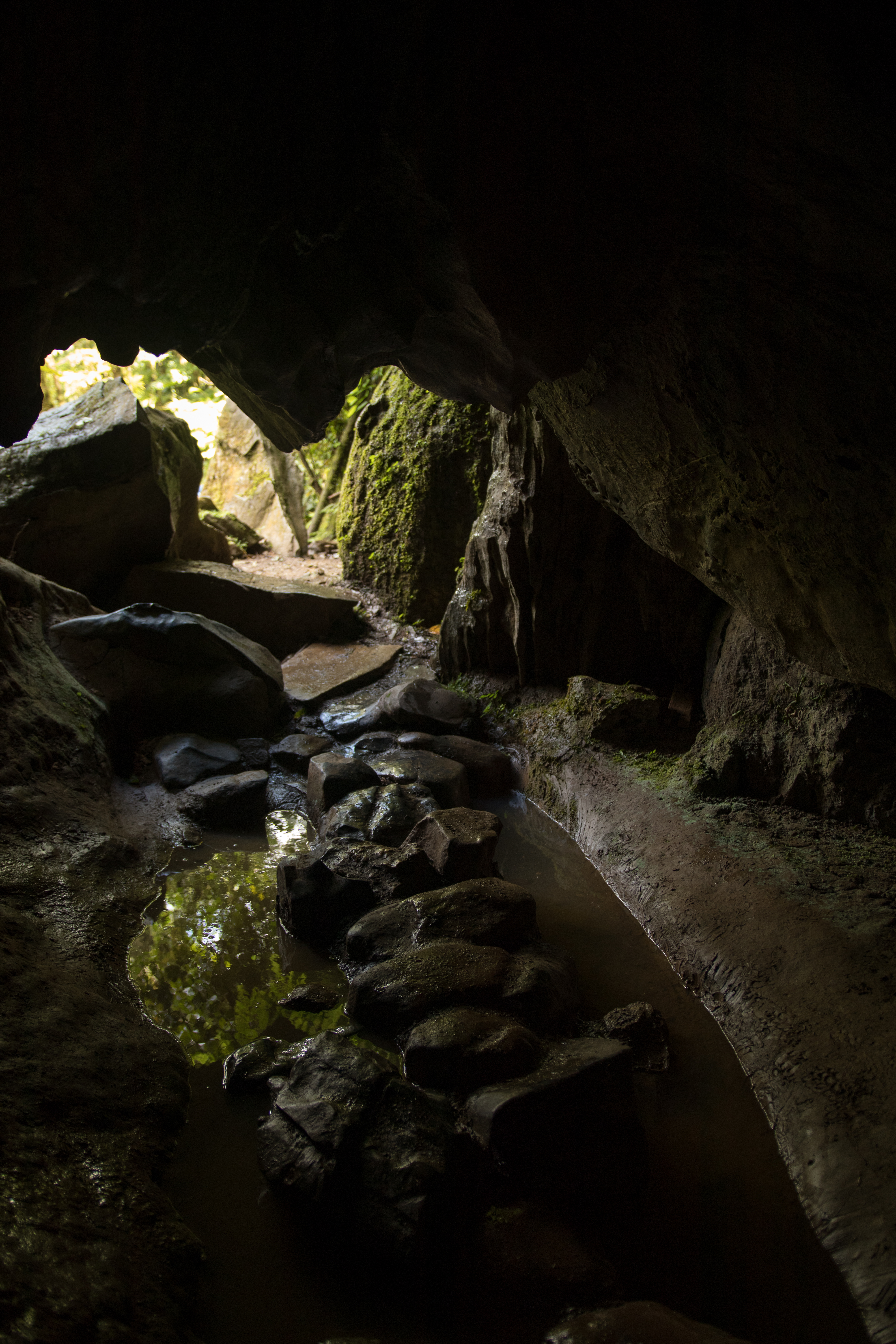
Caverna do Couto
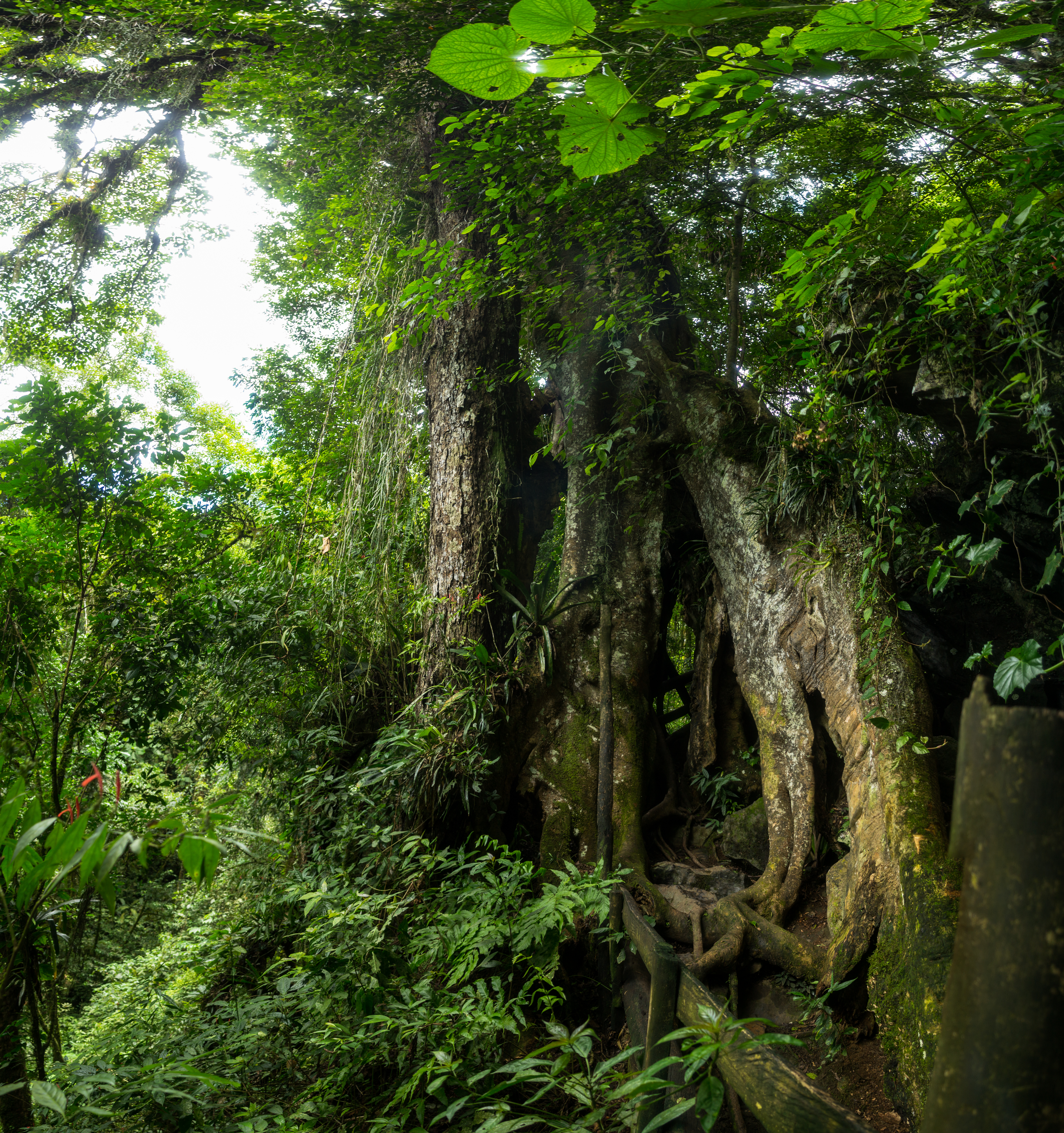
Trilha Betari

### Núcleo Ouro Grosso
Situado no bairro da Serra (Vale do Betari), conta com um centro de Educação Ambiental para o desenvolvimento de atividades junto à comunidade local e à rede escolar, além do atendimento aos grupos que executam trabalhos de interpretação ambiental, possuindo um pequeno museu com utensílios tradicionais da região. Nesse núcleo situa-se a caverna Ouro Grosso, que é considerada por muitos espeleólogos, uma das mais difíceis do parque a ser concluída, devido a sua formação. Também faz parte desse núcleo a Caverna do Alambari de Baixo, a qual você passa por uma trilha dentro do rio na Caverna.

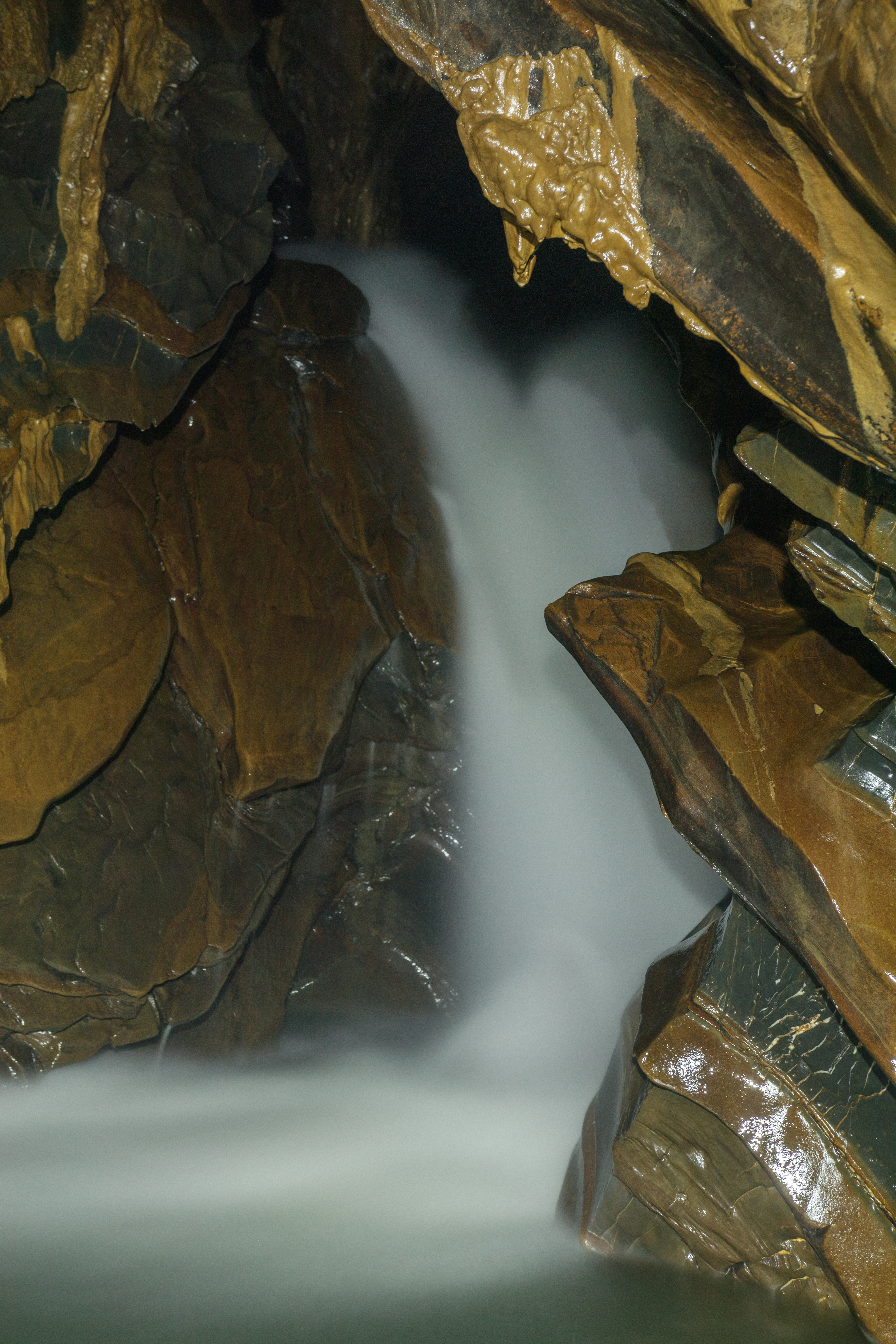
Caverna Ouro Grosso
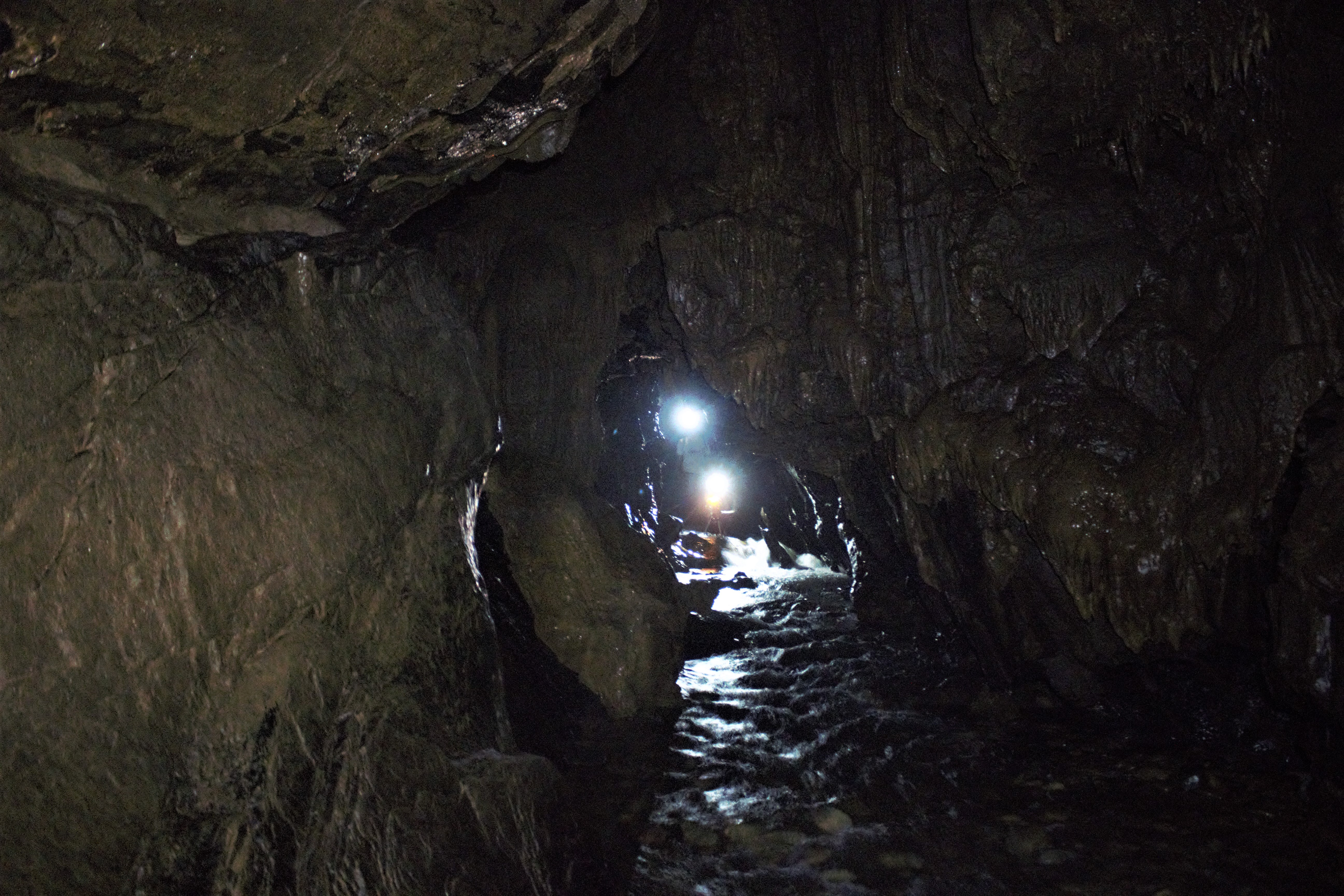
Caverna Ouro Grosso
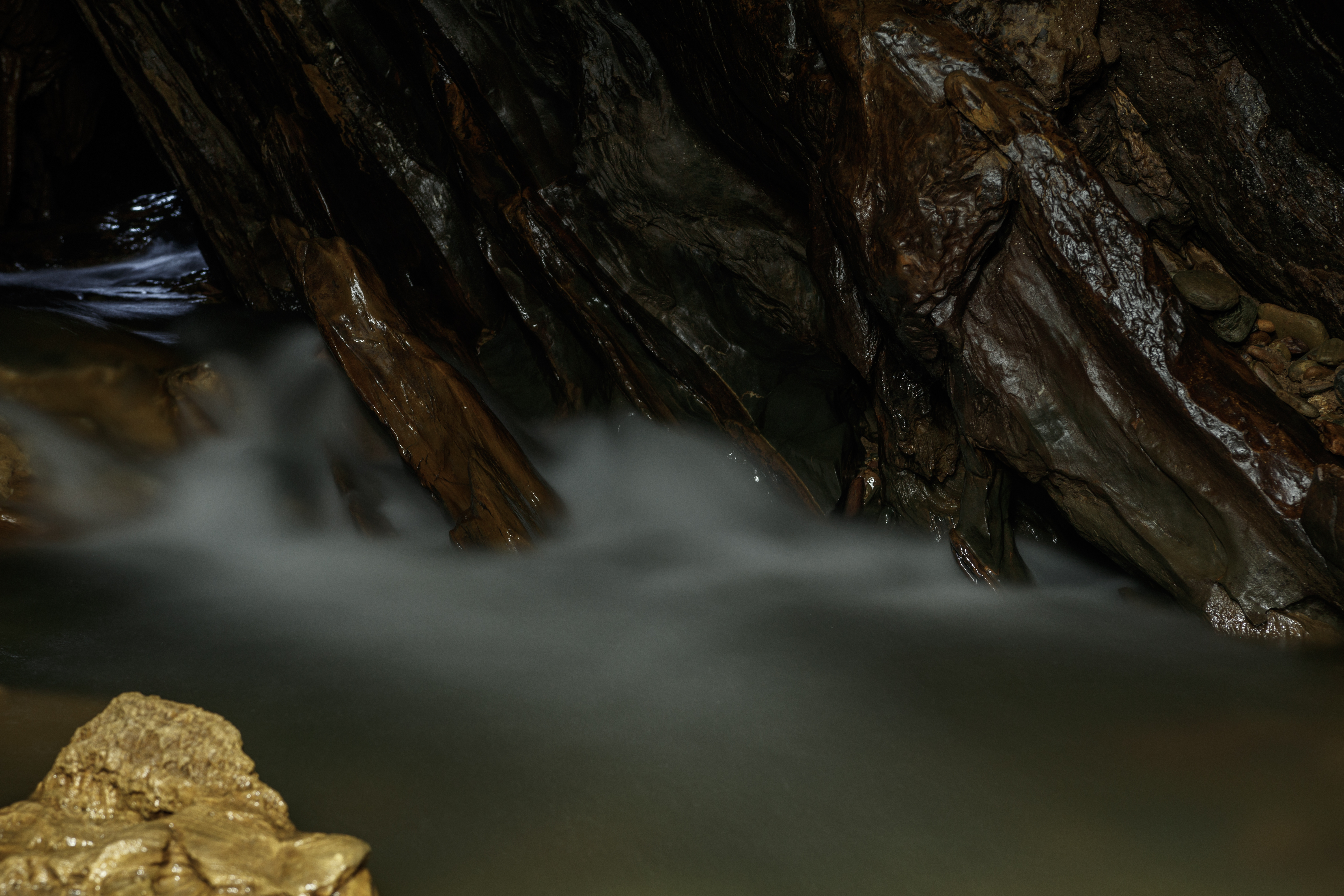
Caverna Ouro Grosso

### Núcleo Caboclos
Localizado na parte alta do PETAR, o Núcleo Caboclos é o que possui menor infraestrutura, havendo apenas alojamento para pesquisadores e um espaço para montagem de barracas, com acesso a banheiros e chuveiros. Não há pousadas nem energia elétrica, portanto não há banho quente. As cavernas próximas ao núcleo fazem parte da Trilha do Chapéu (roteiro das cavernas Chapéu, Chapéu Mirim I e II e Aranhas). As cavernas mais distantes, Cavernas Temimina I e II são consideradas uma das mais belas do parque, por terem uma floresta em seus pórticos.

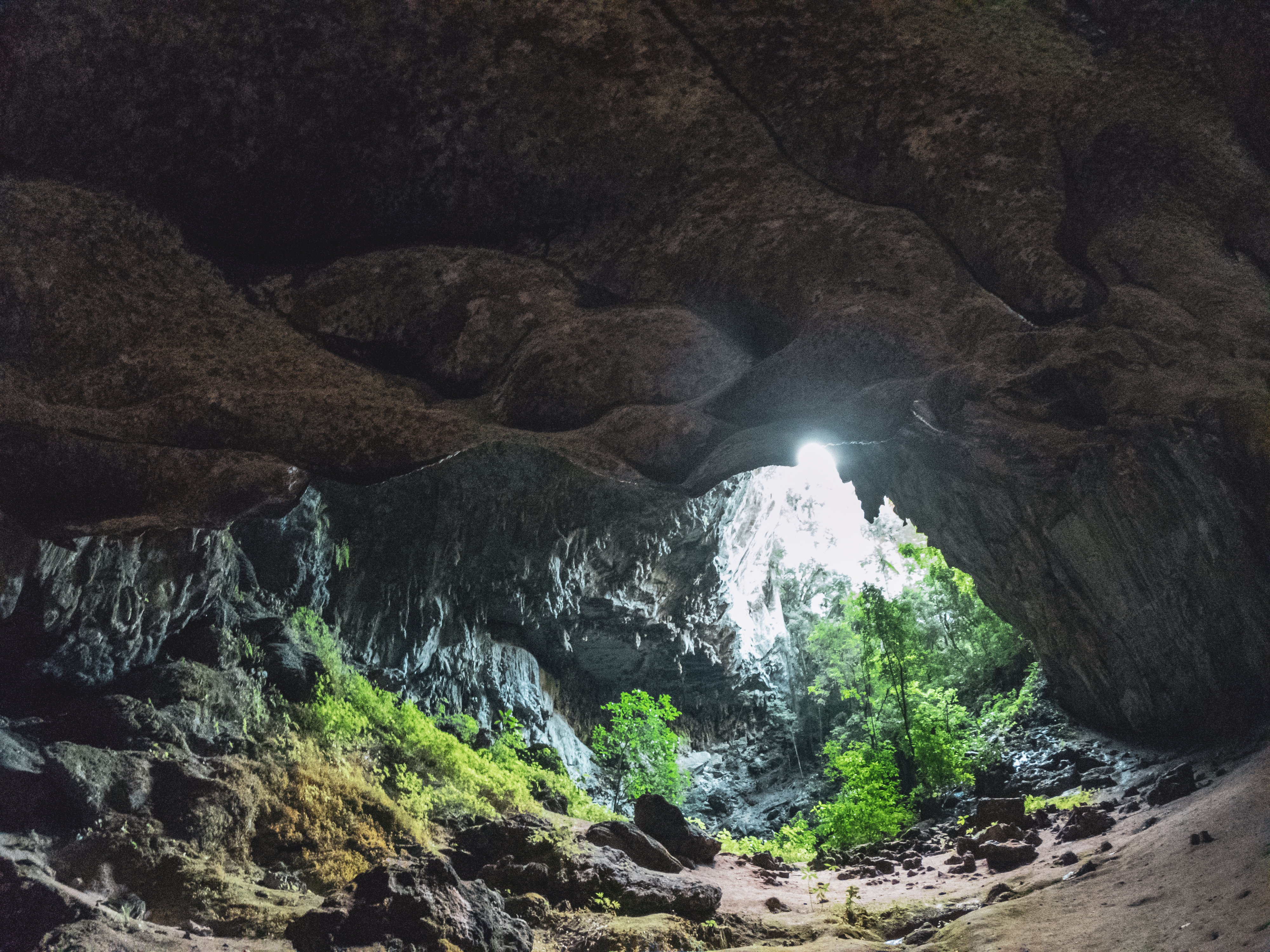
Caverna Temimina
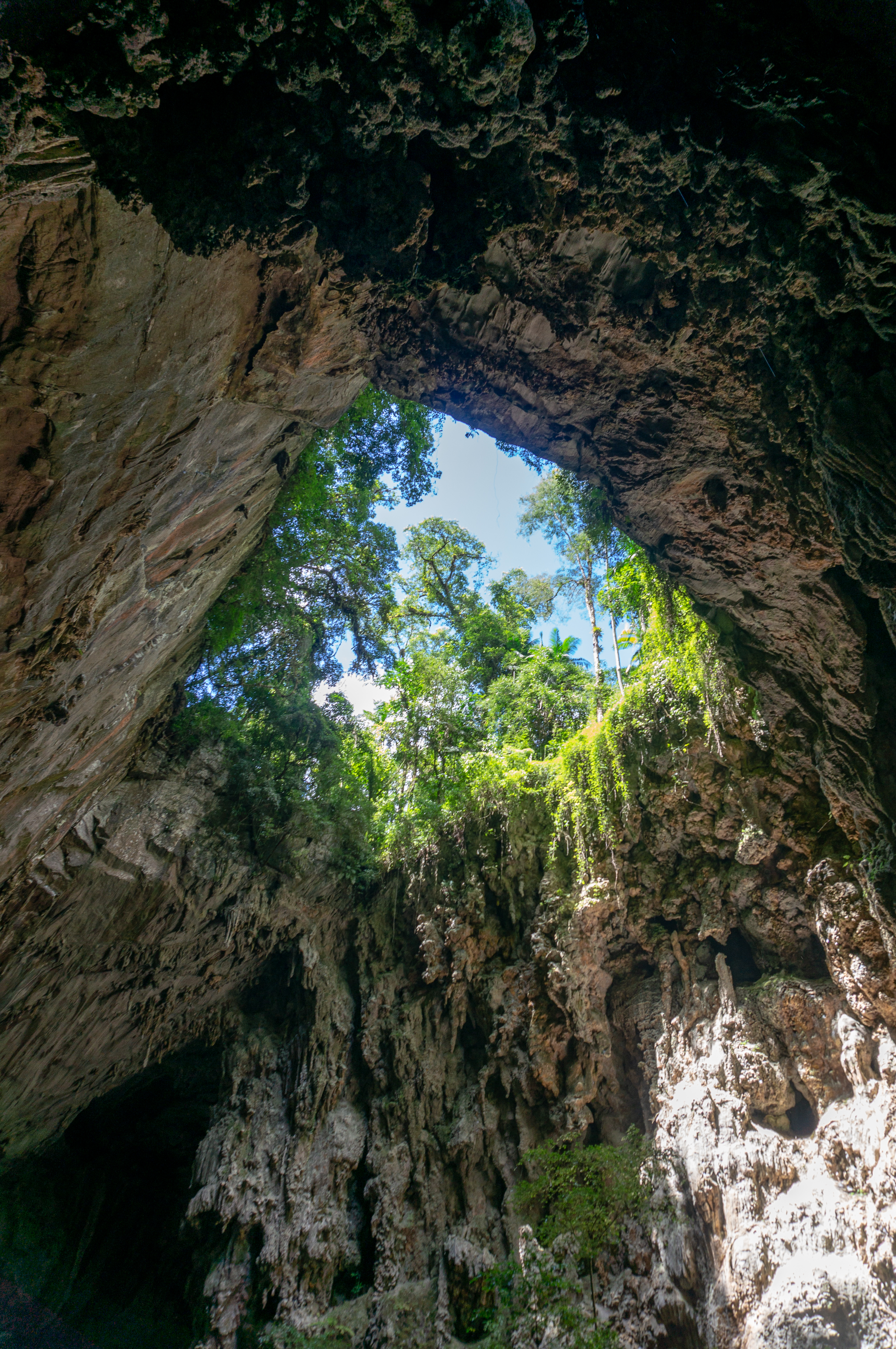
Caverna Temimina
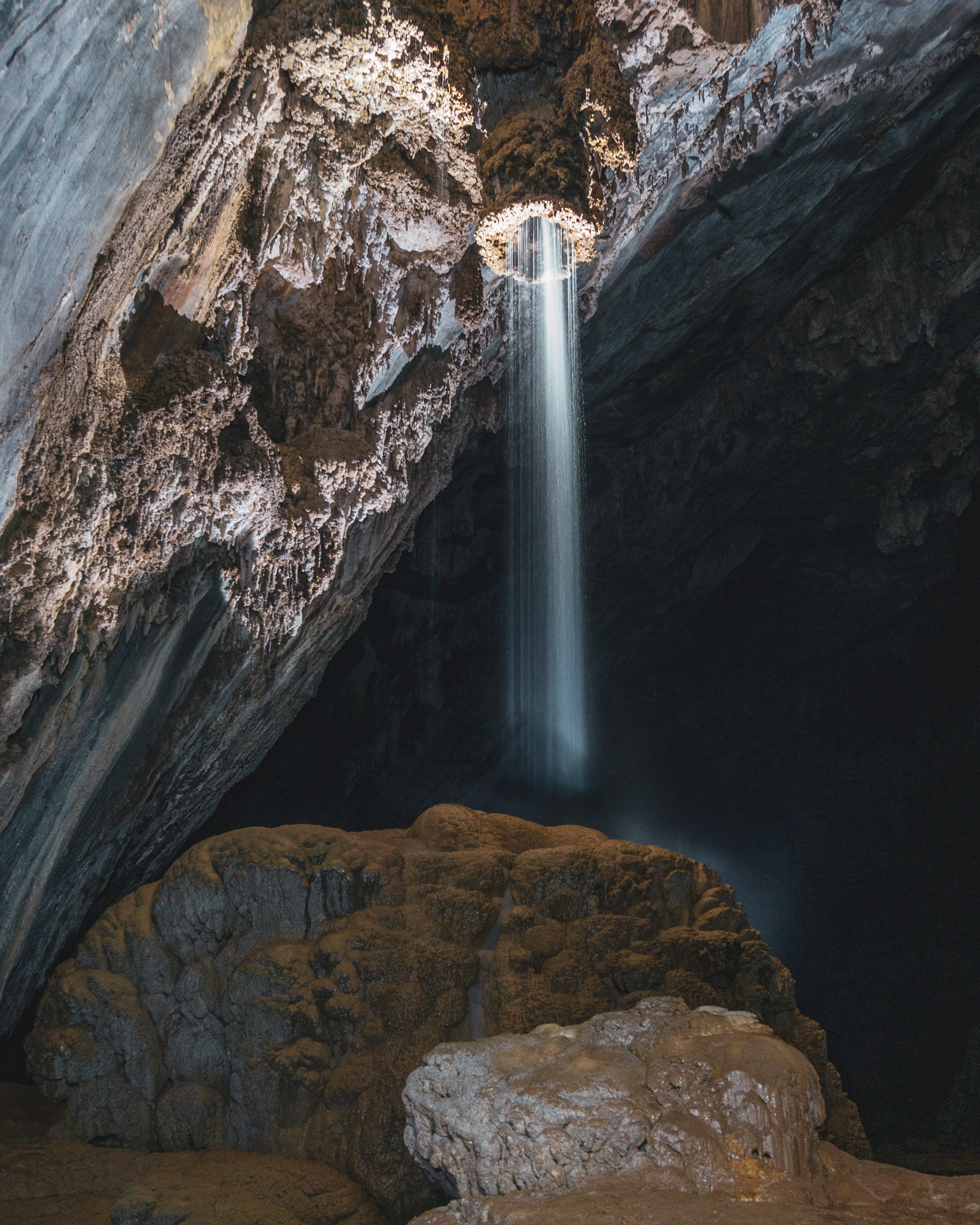
Caverna Temimina

## Cavernas abertas para Visitação
As cavernas abertas para visitação separadas por núcleos são:
Núcleo Santana
1. Caverna Santana;
2. Caverna Água Suja;
3. Caverna Morro Preto;
4. Caverna do Couto;
5. Caverna Cafezal;

Núcleo Ouro Grosso
1. Caverna Ouro Grosso;
2. Caverna Alambari de Baixo;

Núcleo Caboclos
1. Caverna do Chapéu;
2. Caverna Chapéu Mirim I e II;
3. Caverna das Aranhas;
4. Caverna Temimina;
5. Caverna Desmoronada. (fechada para visitação).

Núcleo Casa de Pedra
1. Gruta Casa de Pedra;
2. Caverna Castelo.

## Outras Atrações

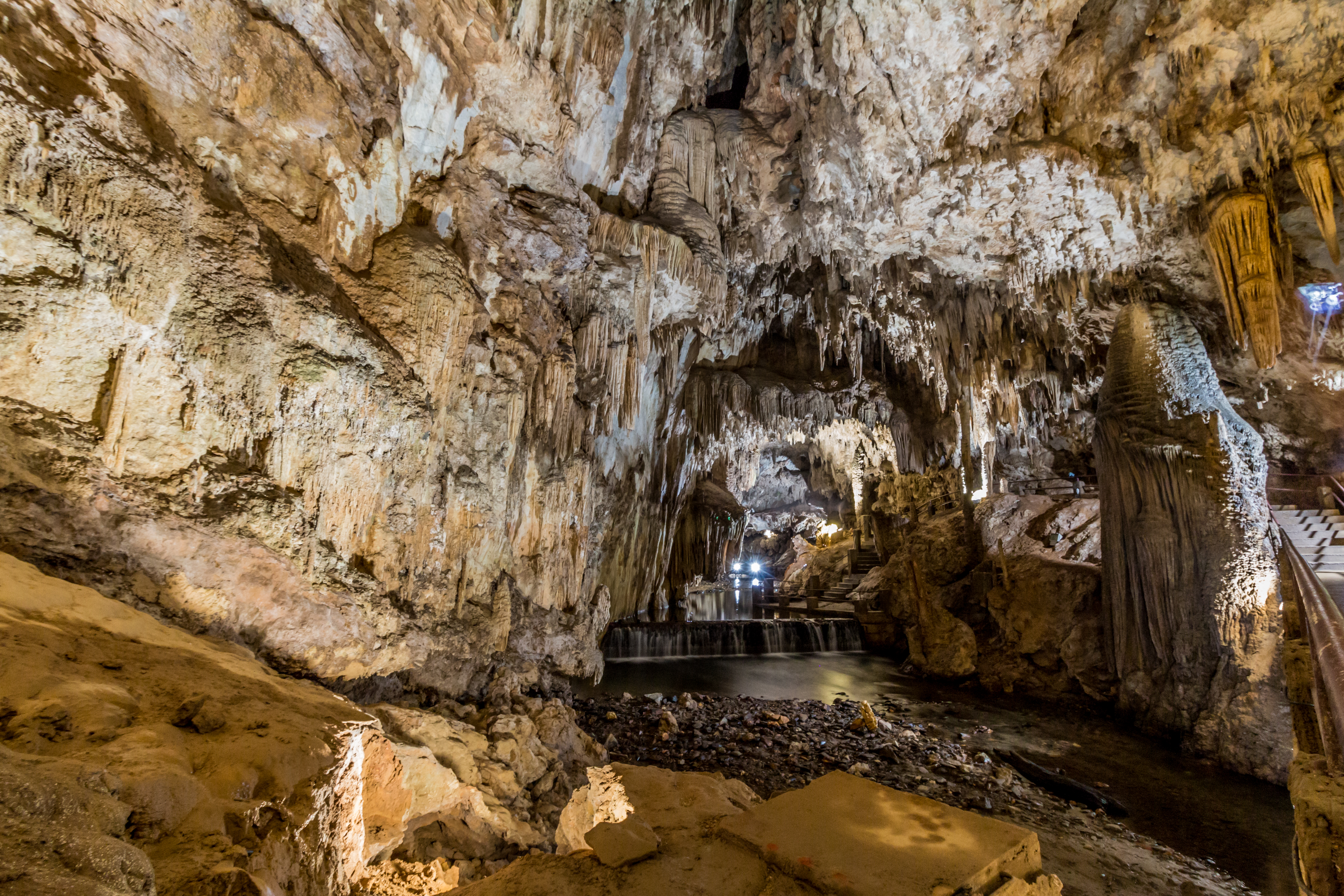
Vista da Caverna do Diabo, a maior do estado

Núcleo Santana
1. Cachoeira Andorinhas
2. Cachoeira Beija Flor
3. Cachoeira Couto

Núcleo Ouro Grosso
1. Cachoeira Arapongas

Núcleo Caboclos
1. Cachoeira Maximiliano
2. Cachoeira 07 Reis

Núcleo Casa de Pedra
1. Canyon Castelo

## Fauna e Flora
O parque é composto principalmente por floresta ombrófila densa sobre solo cárstico. Por ser o principal representante dessa variedade de floresta no país, sua fisionomia é extremamente importante por apresentar uma floresta madura com espécies emergentes. A sua fauna é extremamente abundante, com o registro de 319 espécies de avifauna, 23 de médios e grandes mamíferos, 91 de pequenos mamíferos, 65 de anfíbios e 32 de répteis.

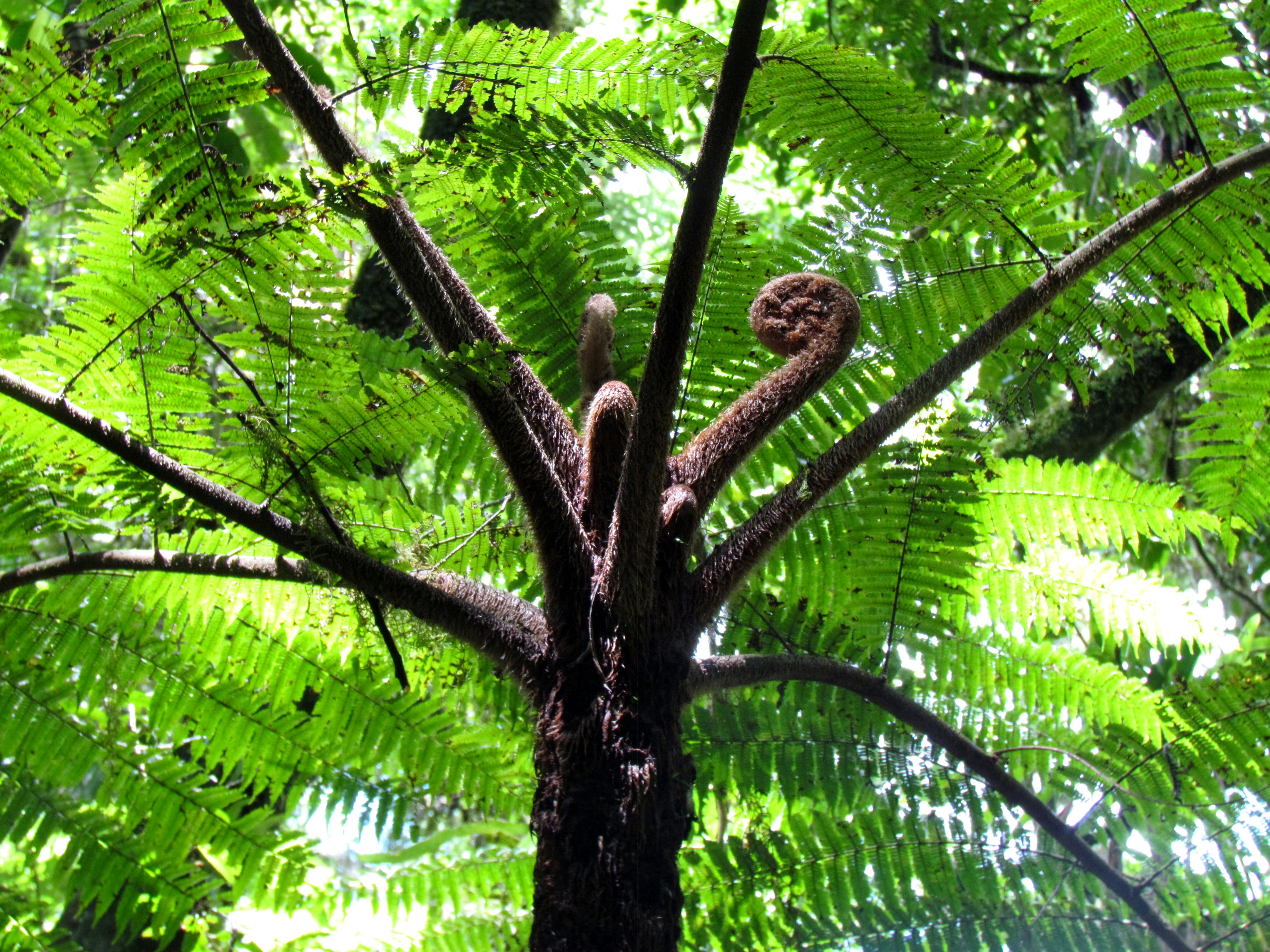
Samambaia
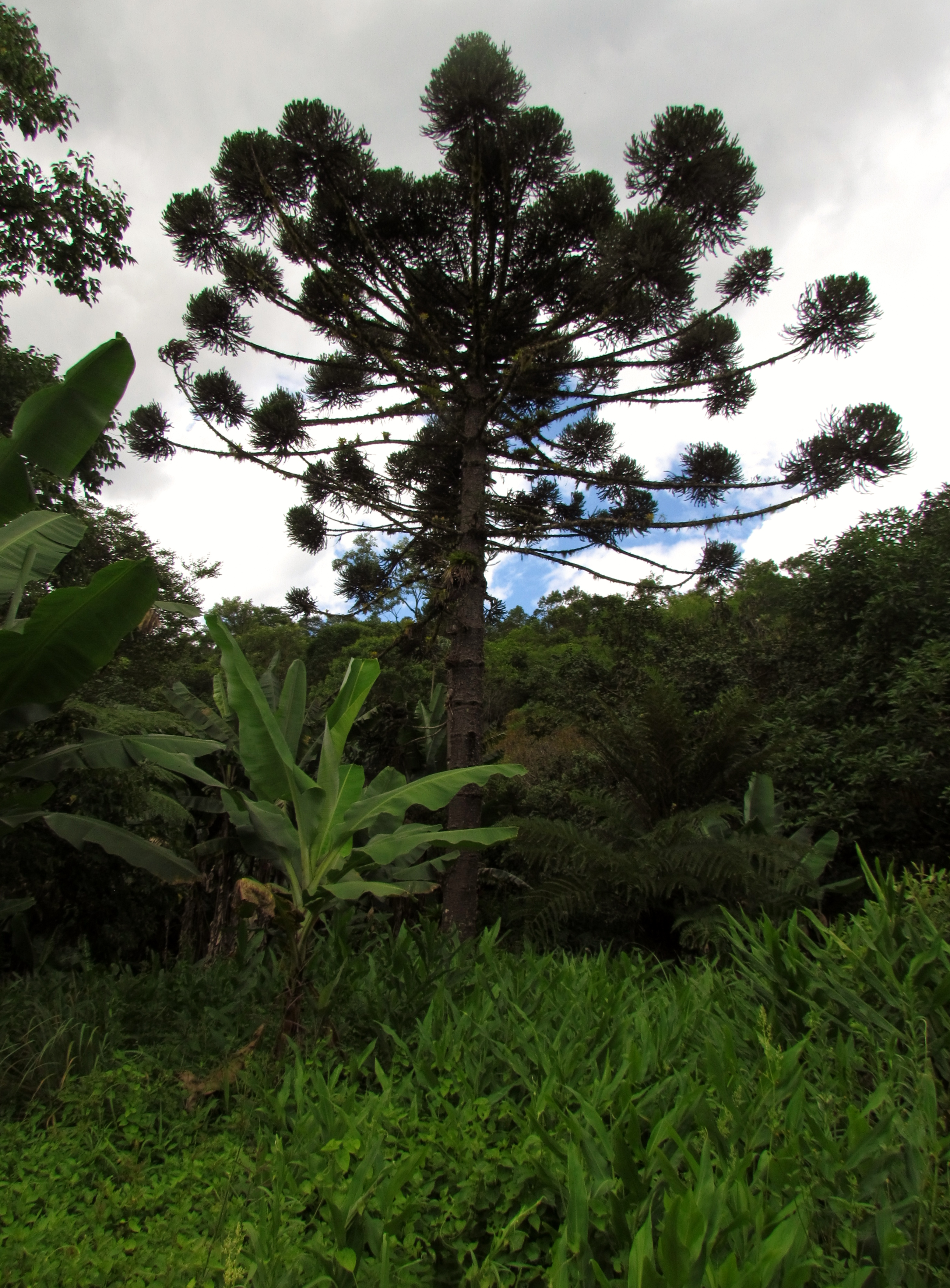
Araucária
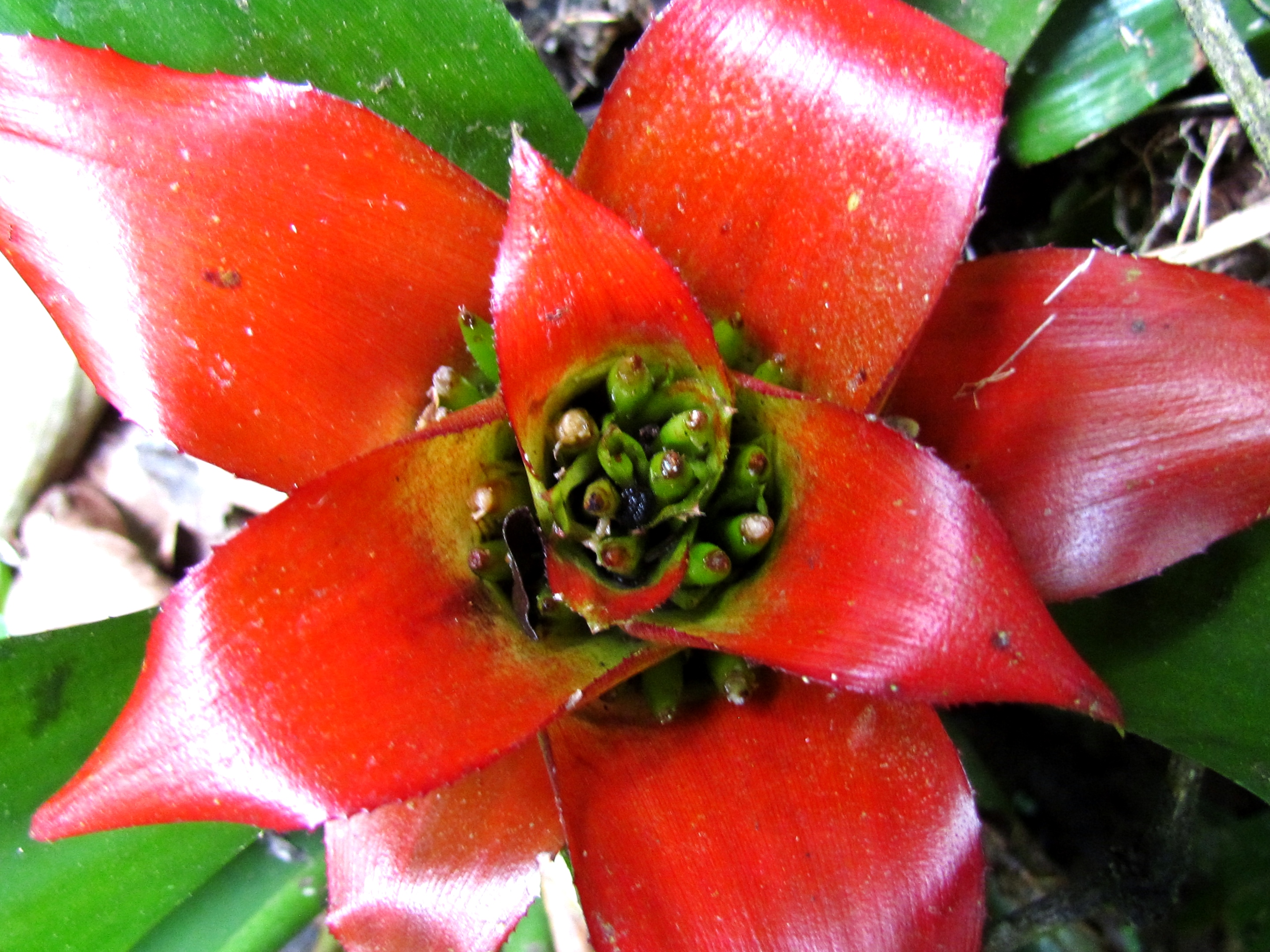
Bromélia (Bromeliaceae)
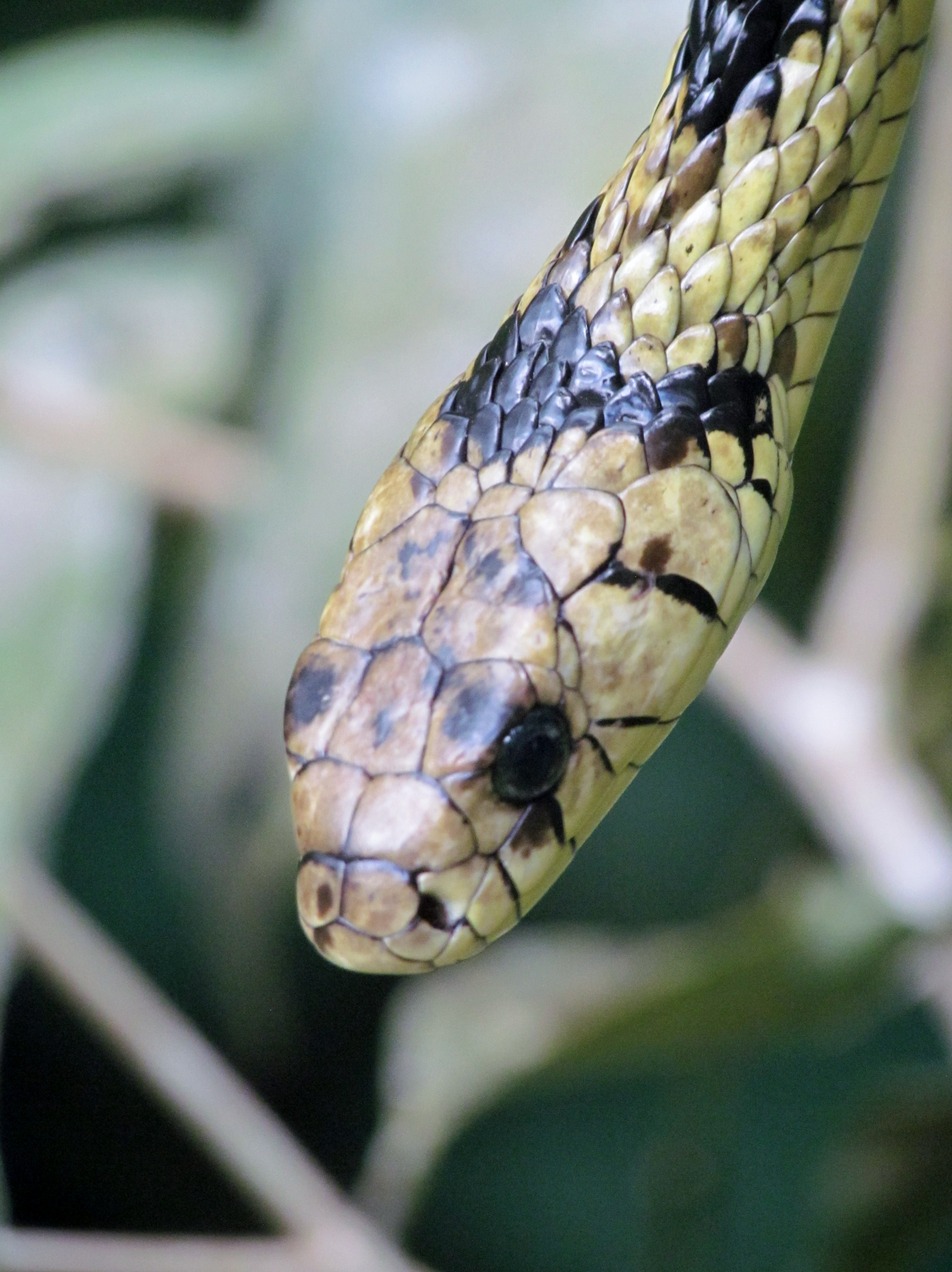
Caninana Spilotes pullatus
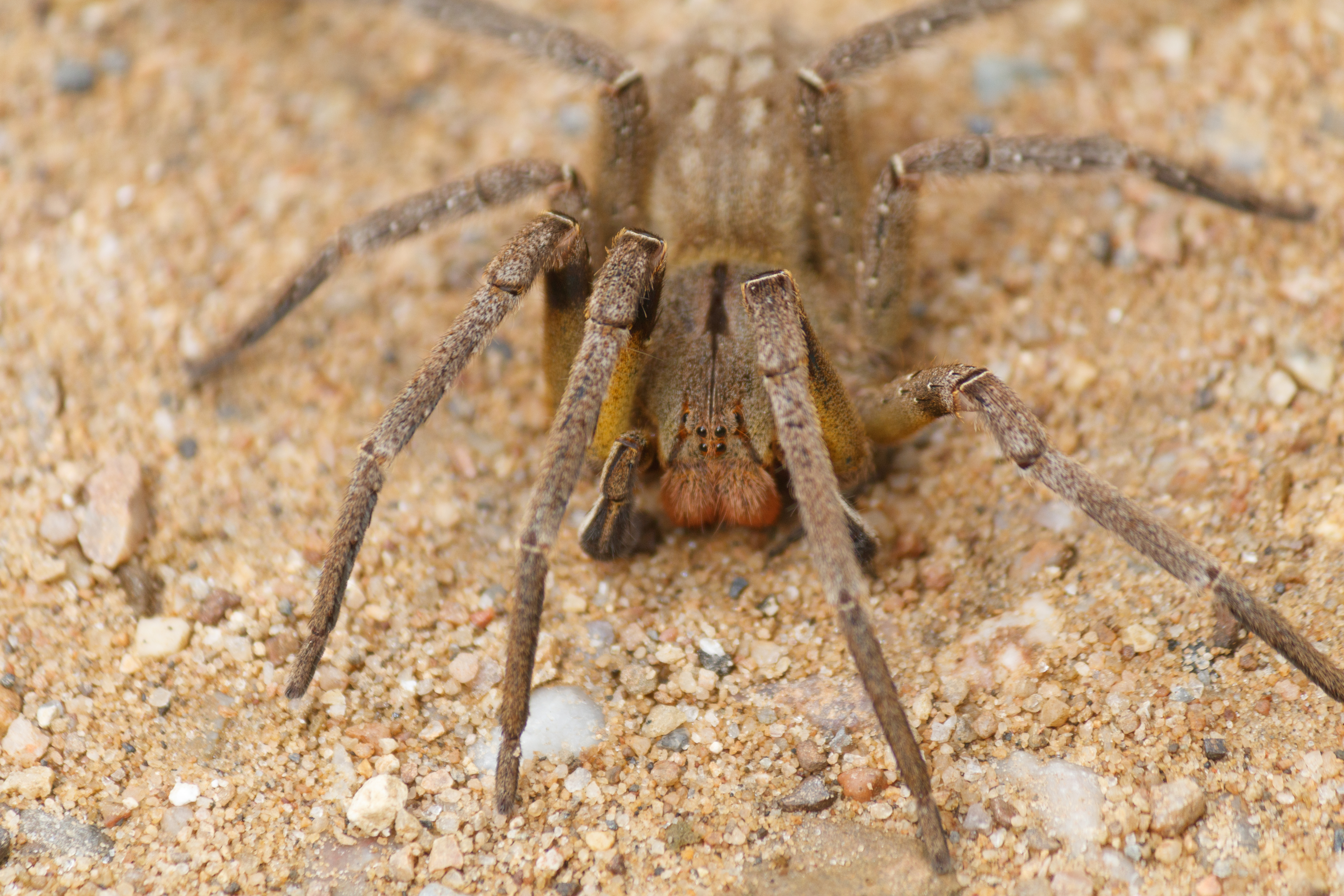
Aranha armadeira Phoneutria nigriventer
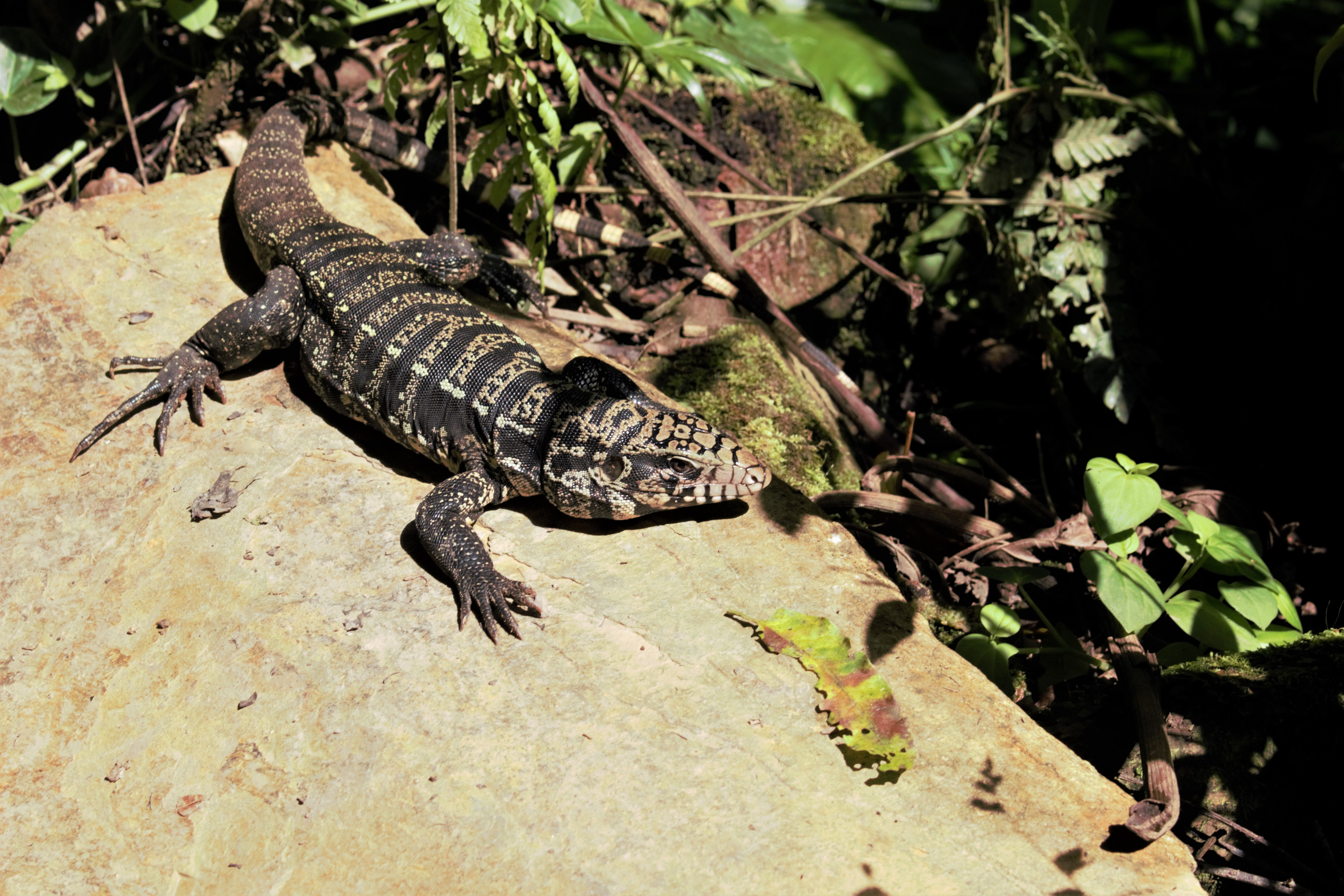
Teiú Salvator merianae
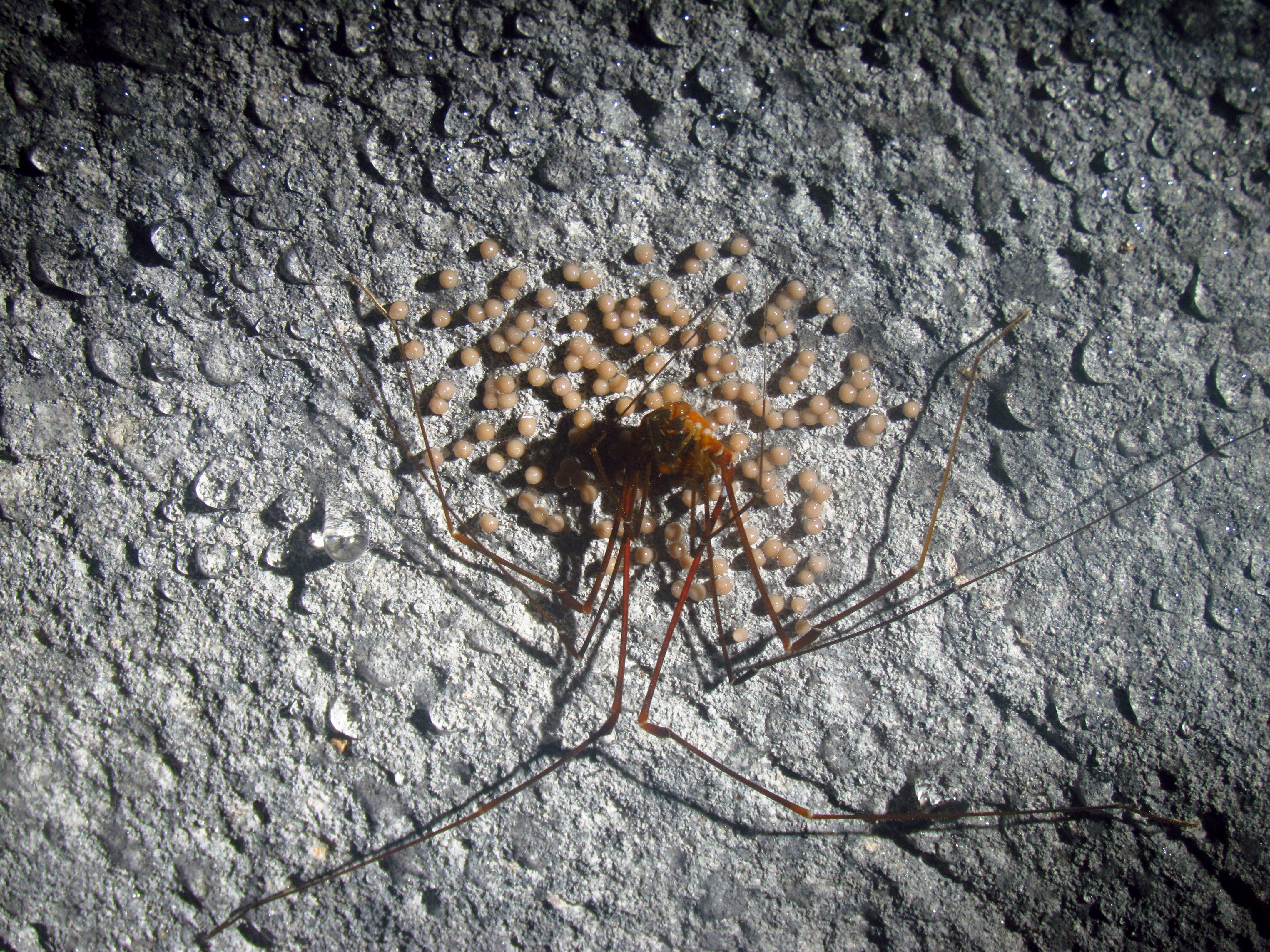
Opilião
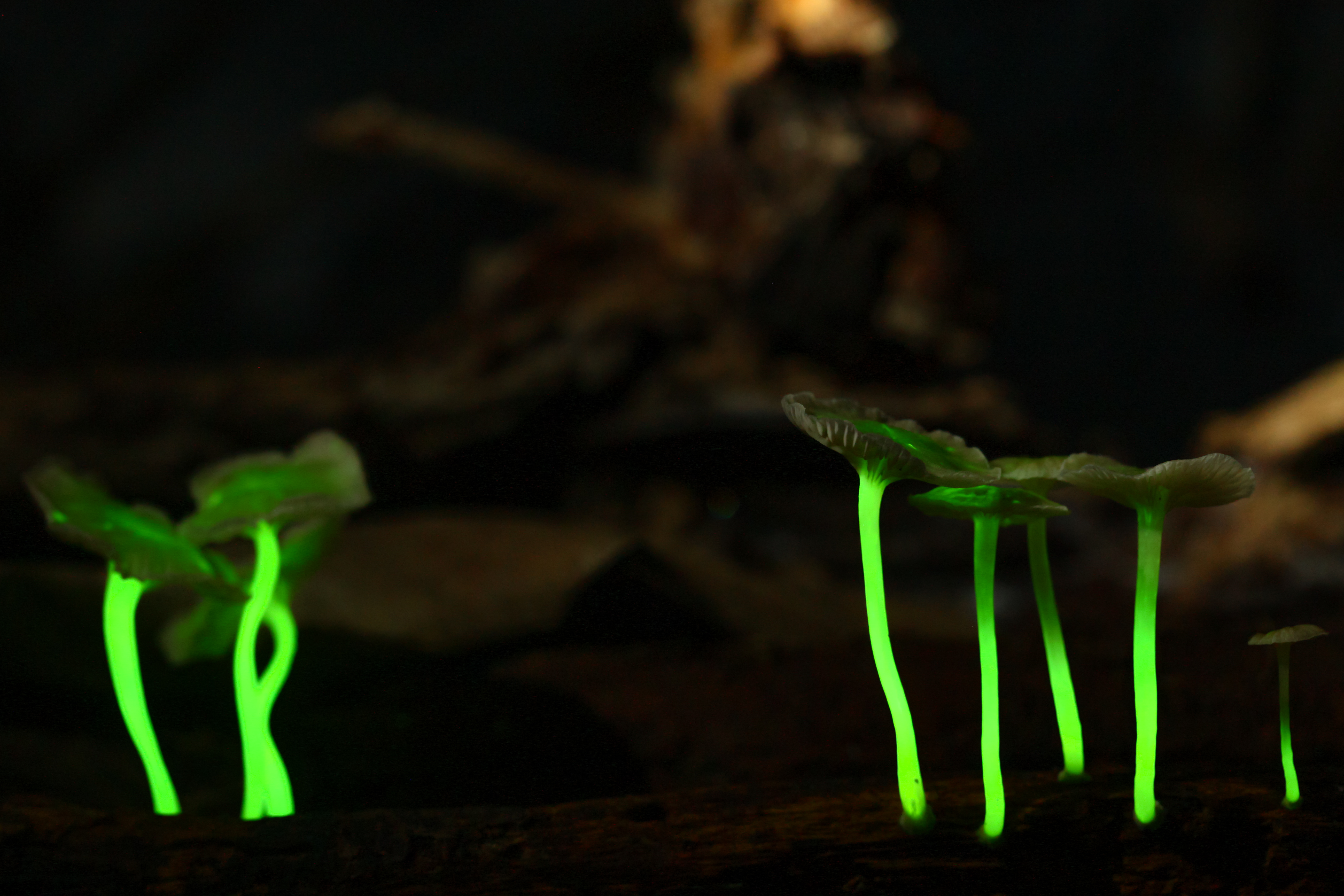
Cogumelos bioluminescentes Mycena lucentipes
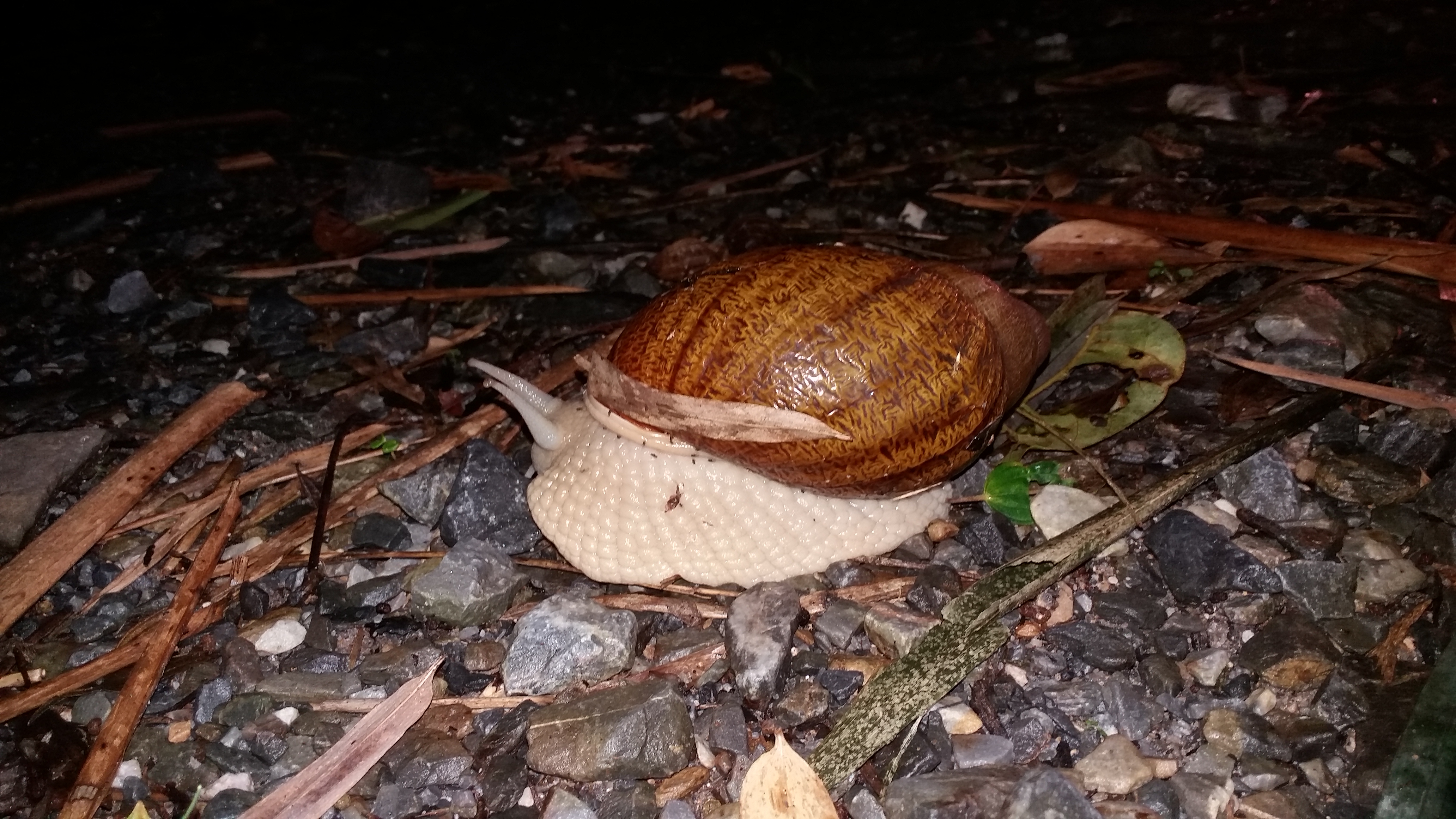
Caracol Megalobulimus dryades